# Dicranomyia (Peripheroptera) nitens
Dicranomyia (Peripheroptera) nitens is een tweevleugelige uit de familie steltmuggen (Limoniidae). De soort komt voor in het Neotropisch gebied.